# Бжезьно (Суленцинський повіт)
Бжезьно (пол. Brzeźno) — село в Польщі, у гміні Суленцин Суленцинського повіту Любуського воєводства.
Населення — 320 осіб (2011).
У 1975-1998 роках село належало до Гожовського воєводства.

## Демографія
Демографічна структура станом на 31 березня 2011 року:
|          | Загалом | Допрацездатний вік | Працездатний вік | Постпрацездатний вік |
| -------- | ------- | ------------------ | ---------------- | -------------------- |
| Чоловіки | 169     | 46                 | 112              | 11                   |
| Жінки    | 151     | 39                 | 91               | 21                   |
| Разом    | 320     | 85                 | 203              | 32                   |